# Kanaal Leuven-Dijle
Het Kanaal Leuven-Dijle is een kanaal in Vlaams-Brabant. Het vertrekt op de Vaartkom (in Leuven) en eindigt in de samenvloeiing Zenne-Dijle (bij het Zennegat). Aanvankelijk werd deze waterweg Leuvense Vaart genoemd, maar hij kreeg zijn huidige benaming toen de NV Zeekanaal en Watergebonden Grondbeheer Vlaanderen het beheer overnam (1994).

## Geschiedenis
Het Kanaal Leuven-Dijle fungeert als lateraal kanaal van de Dijle. We weten dat deze rivier al tegen 1327 bevaarbaar gemaakt werd, door middel van stuwen en sluizen. Deze kanalisatie bleek echter ontoereikend wanneer de handel toenam. In 1686 begon een eerste onderzoek naar een lateraal kanaal. Toch werd pas in 1749 een definitief plan aangenomen.
Leuven verkreeg het octrooi tot de aanleg op 29 januari 1750. Op 9 februari gaf landvoogd Karel van Lorreinen de eerste spadesteek, te Wilsele. Voor deze gelegenheid werden een mooi bewerkte kruiwagen en een zilveren spade ingezet. De kruiwagen is vandaag te bewonderen in het M - Museum Leuven, maar de spade is spoorloos. Het graven gebeurde door een vijfhonderdtal Ardense boeren, die onteigende woningen toegewezen kregen in de buurt van het kanaaltraject. Tijdens de werken moest men misrekeningen op vlak van het niveau bijsturen. Toch kwam het kanaal eind 1752 gereed. Op 21 december van dat jaar werd het met water gevuld.
Het oorspronkelijke kanaal telde twee enkelvoudige sluizen (Kampenhout-Sas en de Brusselpoort) en één dubbele sluis (het Zennegat). De grote hoogteverschillen legden echter veel druk bij de sluizen en dijken. Na meerdere beschadigingen, gevolgd door overstromingen, besloot men het aantal panden te herbekijken. In 1760-1763 werden aanpassingen uitgevoerd: de sluis bij de Brusselpoort verdween, drie nieuwe sluizen werden gebouwd (Tildonk, Boortmeerbeek en Battelsluis).
Het kanaal is sindsdien weinig veranderd. Het kanaal werd verdiept (1836-1837), de sluis van Kampenhout herbouwd, de overige sluizen verstevigd, de bediening van de sluisdeuren gewijzigd (oorspronkelijk d.m.v. kaapstanders, nu d.m.v. lieren), de basculebruggen vernieuwd. De bruggen worden nu trouwens centraal bediend, vanuit een toren in Kampenhout. De kanaalinfrastructuur is, krachtens een ministerieel besluit van 19 maart 1997, beschermd als industrieel erfgoed. Het hele kanaal was tot 1972 eigendom van de stad Leuven.

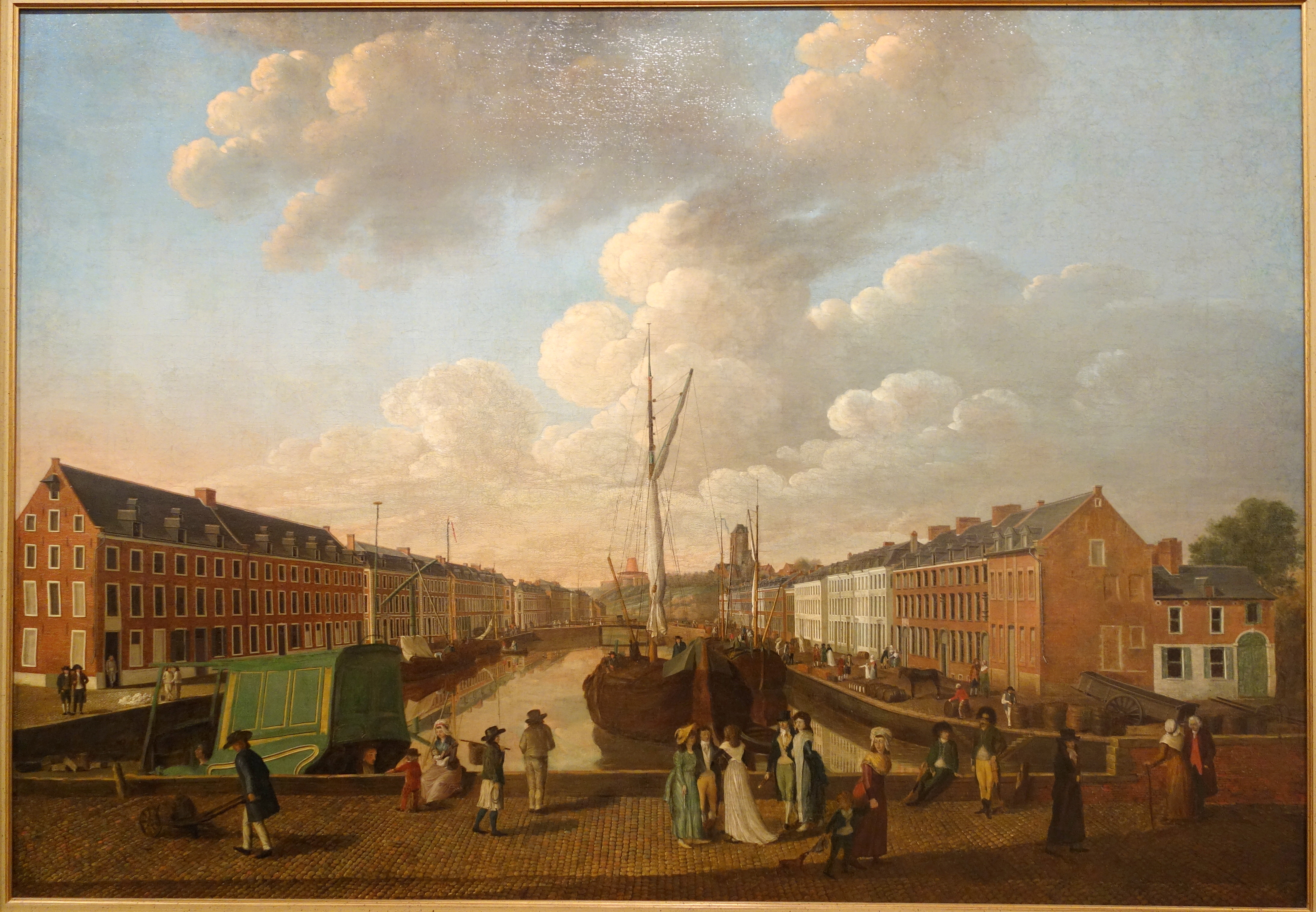
De Vaartkom in 1804
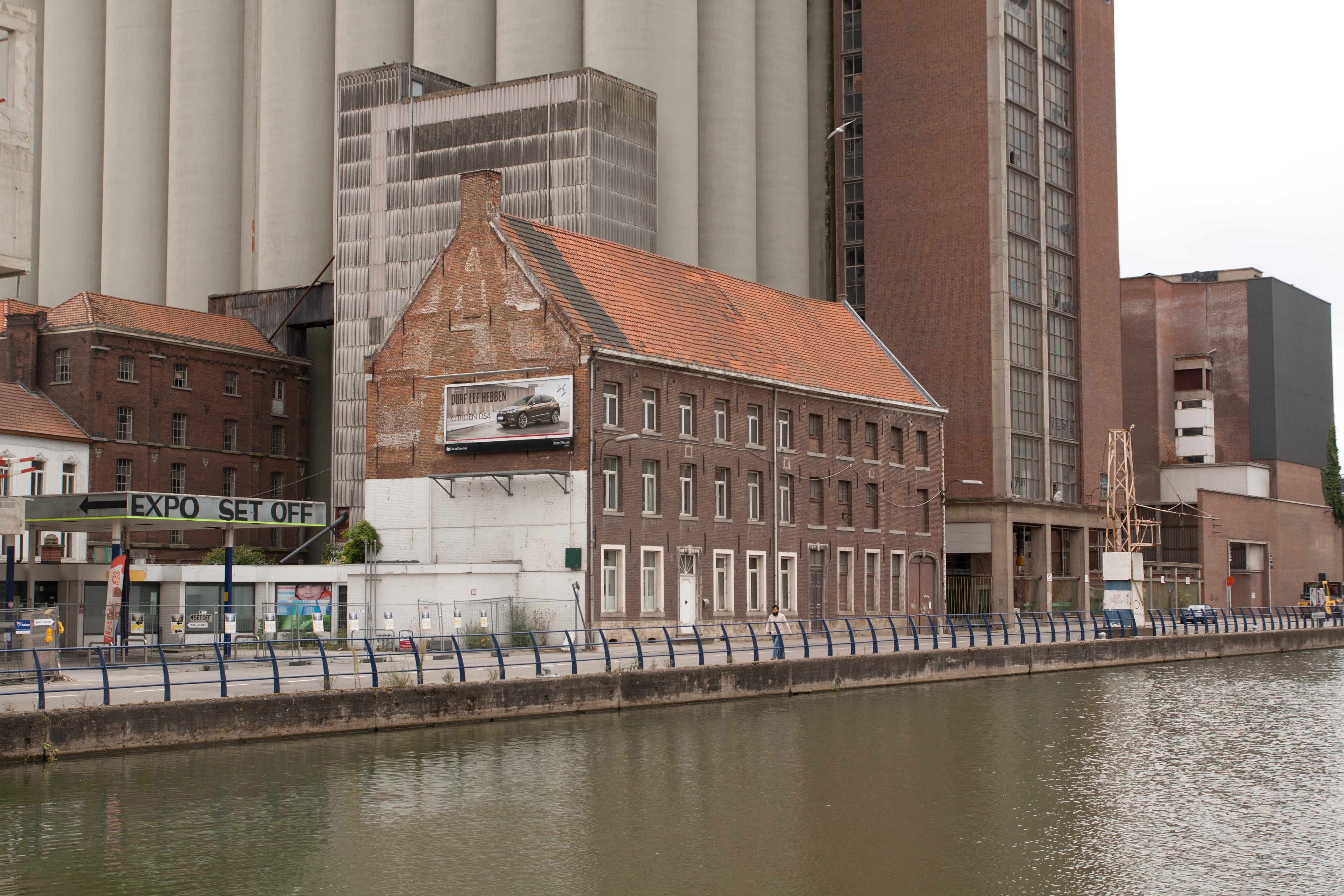
De laatste rest van de originele 18e-eeuwse bebouwing van de Leuvense Vaartkom
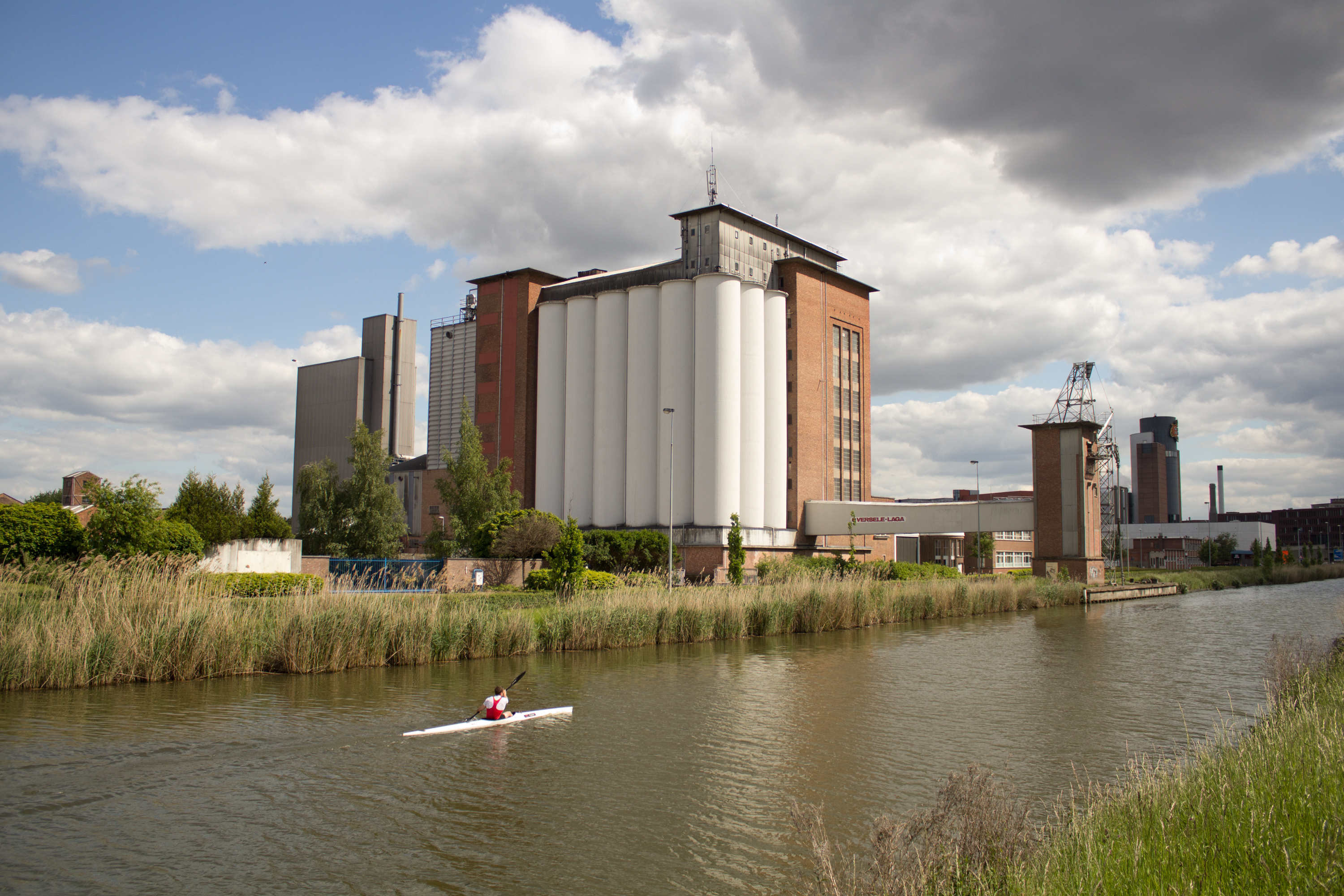
Het kanaal ter hoogte van Wilsele
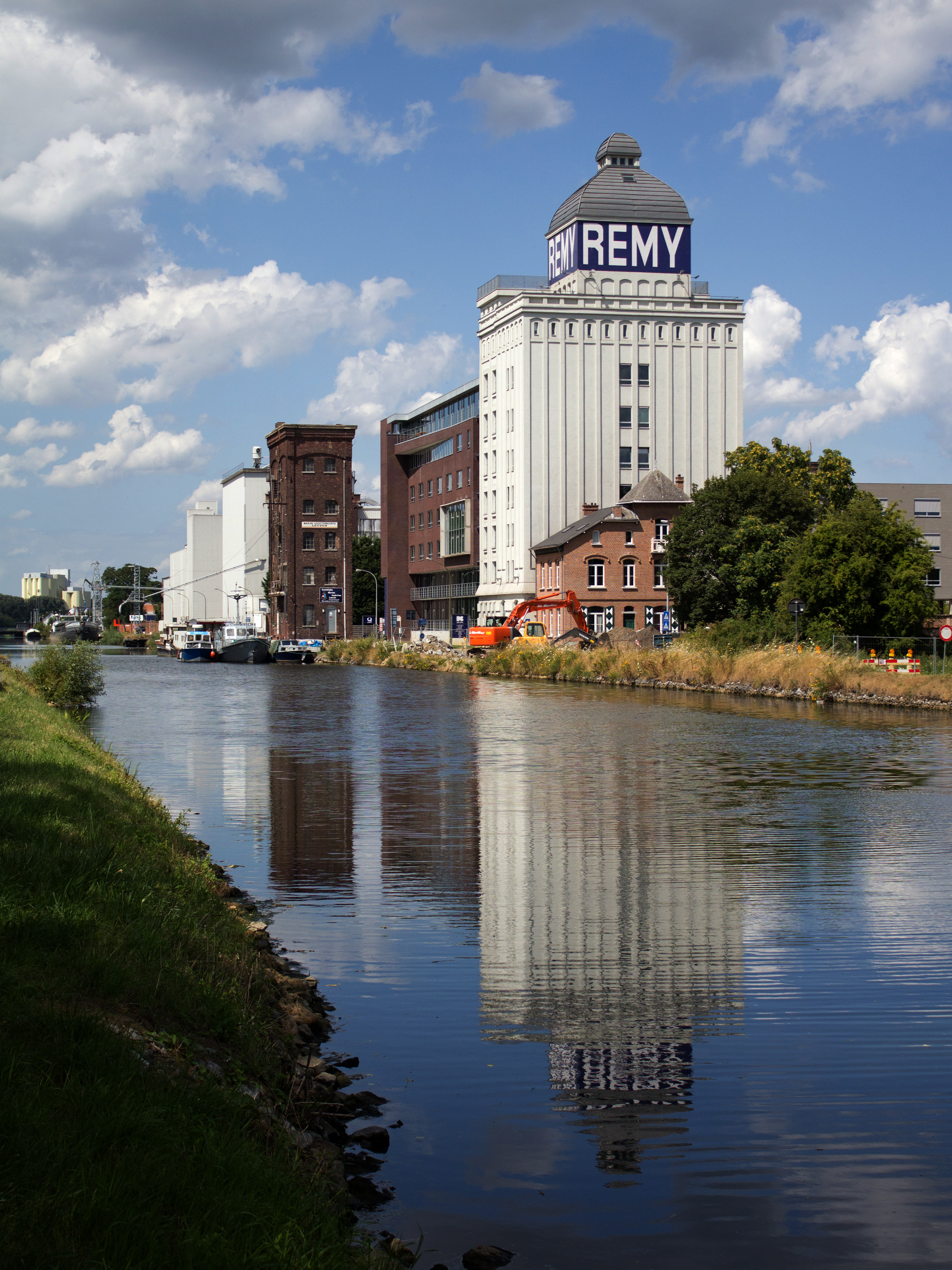
Het kanaal ter hoogte van Wijgmaal
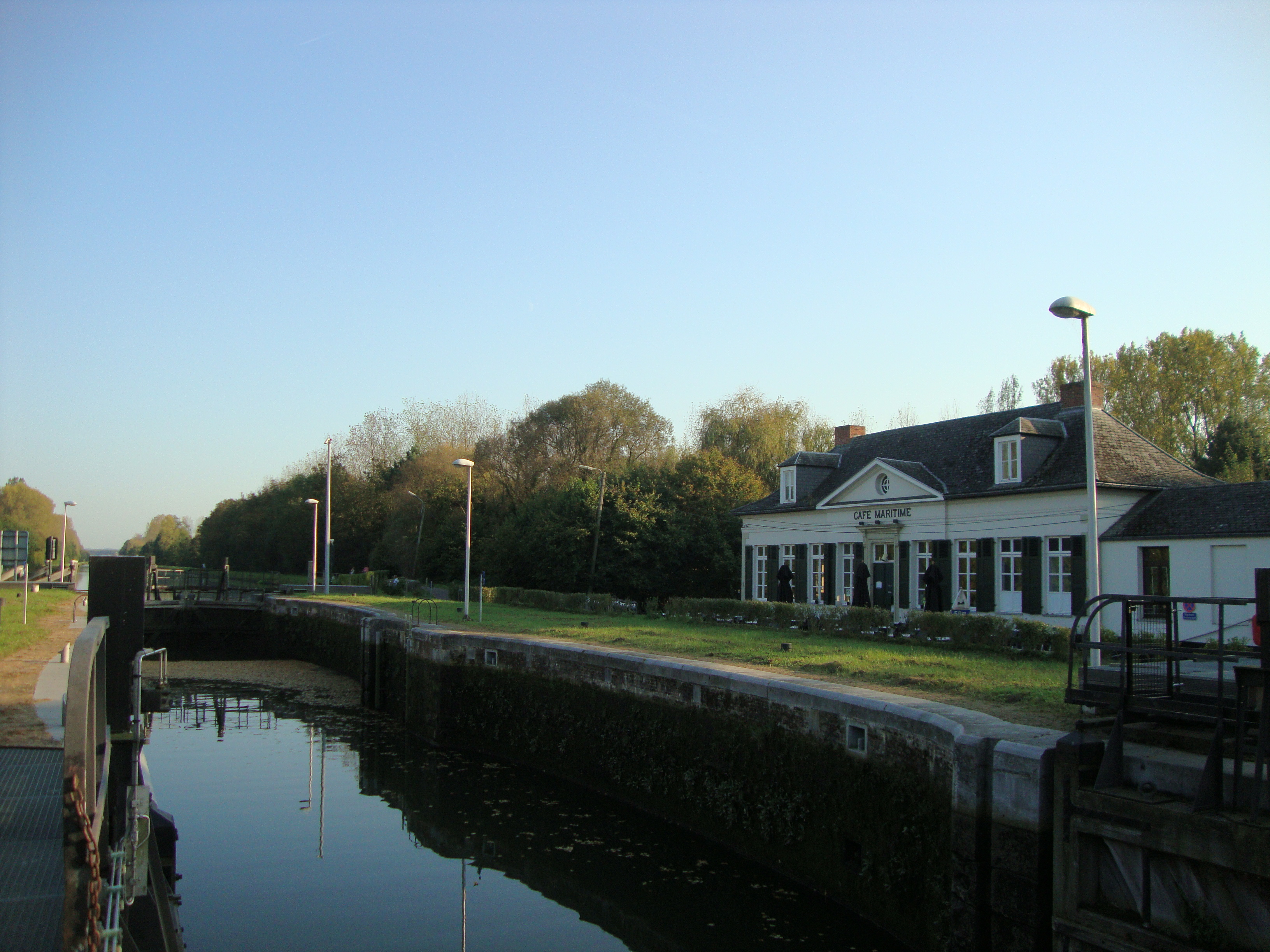
Sluis en sashuis in Tildonk
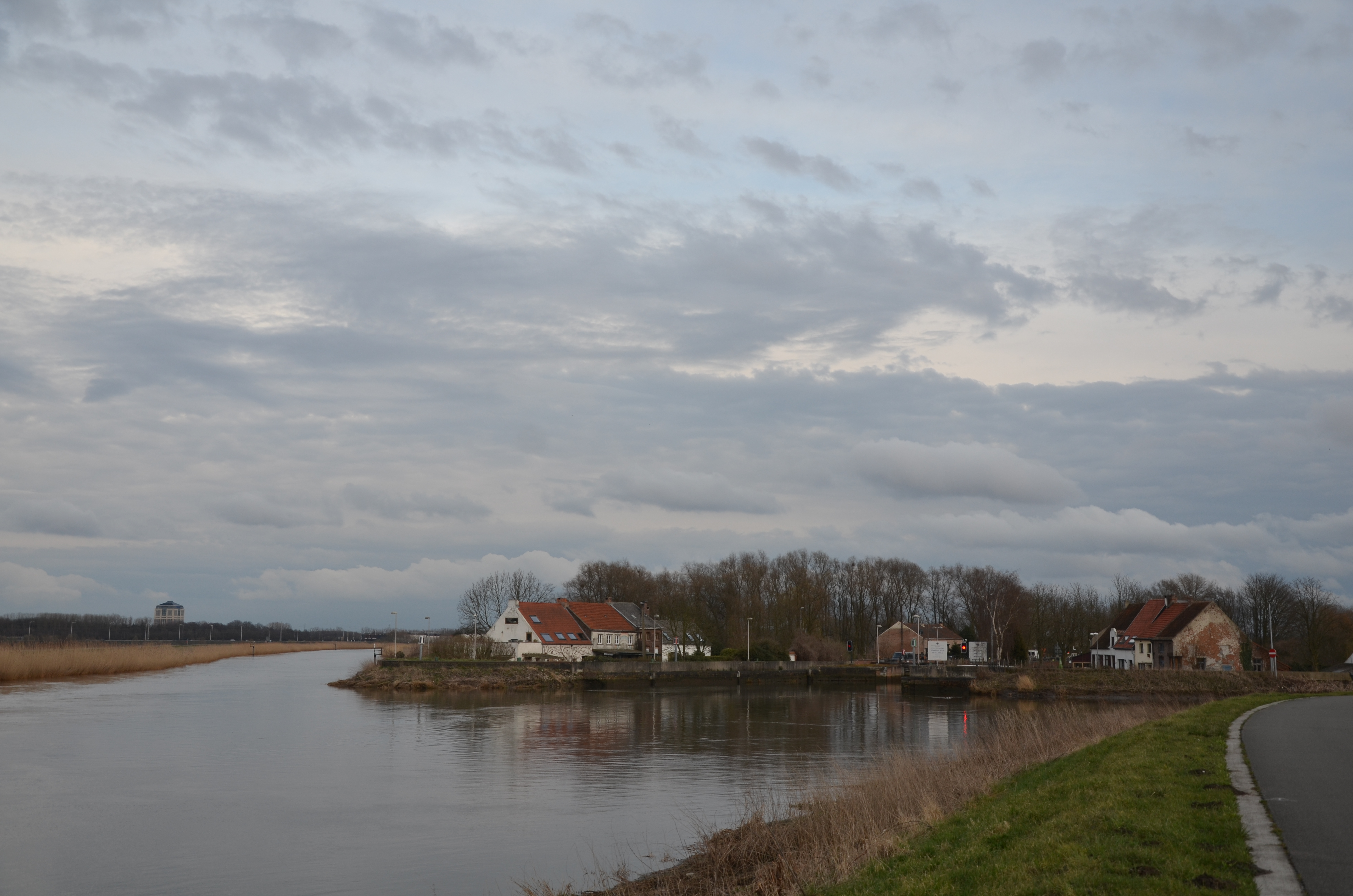
Monding in de Beneden-Dijle

## Technische gegevens
Het kanaal kan bevaren worden door schepen van klasse II (600 ton). Het heeft een lengte van 30.043 m en een diepgang van 3,30 m.

## Sluizen
Het kanaal telt vijf sluizen, allen van het zeldzame type buiksas. "Buik" verwijst naar de afgeronde vorm van de uitsparingen, die aan weerszijden voorzien zijn teneinde ruimte te geven aan de geopende sluisdeuren.
| Plaats         | Lengte x breedte (m) | Verval (m)                          |
| -------------- | -------------------- | ----------------------------------- |
| Tildonk        | 52 x 7,75            | 2,26                                |
| Kampenhout-Sas | 52 x 7,75            | 2,52                                |
| Boortmeerbeek  | 52 x 7,75            | 3,10                                |
| Battel         | 52 x 7,75            | 3,42                                |
| Zennegat       | 52 x 7,75            | van 0 (bij vloed) tot 4,80 (bij eb) |

## Fietsweg
Het voormalige jaagpad is voor fietsers een zeer goede verbinding tussen Leuven en Mechelen. Het vormt de fietssnelweg F8.

## Trivia
- Op het Victor Broosplein aan Vaartkom in Leuven staat sinds 2000 het standbeeld De Kanaalgravers van Willy Peeters. Het beeld herdenkt de 500 arbeiders die gedurende twee jaar het kanaal 250 jaar eerder hadden gegraven.[3]